# Pharusiens
Les Pharusiens  est le nom d'un ancien peuple berbère d'Afrique du Nord de la protohistoire.

## Histoire

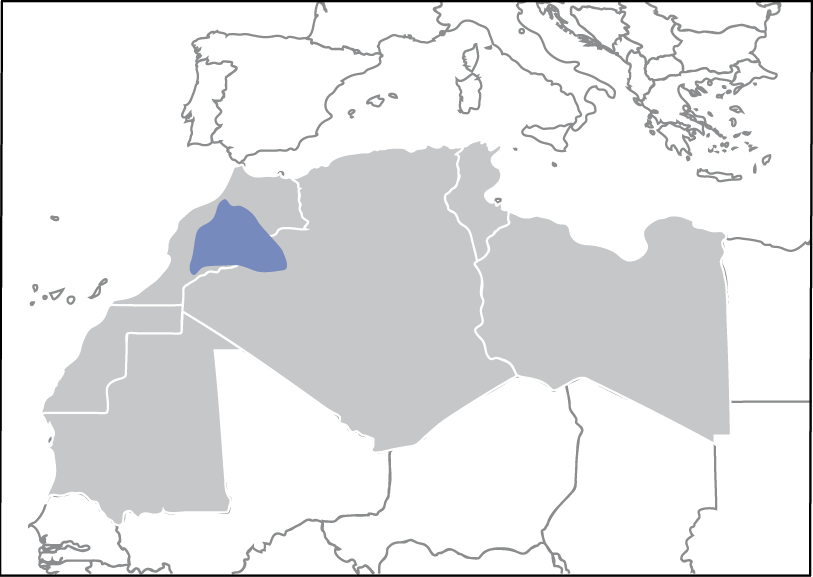
Localisation des Pharusiens.

Les Pharusiens sont apparus en Afrique du Nord au cours du IIIe millénaire av. J.-C. Leur territoire est situé à l'ouest du Maghreb dans une aire géographique qui couvrirait le Maroc actuel et le Sahara occidental.
Le peuple pharusien est descendant de la branche de la civilisation capsienne ayant émigré au Sahara vers 3000 av. J.-C. Il est cité par l'historien grec Strabon et par Pline l'Ancien.
Une légende, rapportée par Salluste, dit que les Pharusiens sont d'anciens Perses qui ont accompagné Hercule dans son expédition aux Hespérides. Cette légende serait à l'origine du nom pharusien.